# Syndrome de dysrégulation dopaminergique
Le syndrome de dysrégulation dopaminergique (SDD) est un ensemble de troubles du comportement touchant des patients parkinsoniens traités par médicaments antiparkinsoniens. Cet ensemble se décompose en troubles du comportement ; punding ; dépendance au médicament.

## Les troubles du comportement
- trouble de l'humeur :  le patient se retrouve tantôt avec un sentiment de type maniaque (estime de soi, sentiment d’invulnérabilité ...), tantôt avec un tableau dépressif (fatigue, tristesse de l'humeur ...). Pour plus de détails, regarder les symptômes du trouble bipolaire (pathologie complètement différente mais avec une symptomatologie proche) :
- trouble du comportement alimentaire  : anorexie, boulimie ;
- achats compulsifs et jeu pathologique ;
- hypersexualité.

## Le punding
Le punding est un comportement moteur stéréotypé, non productif, sans but, caractérisé par le besoin d’examiner, manipuler, collectionner, monter et démonter des objets. Permanent, c’est un comportement altérant la vie du patient, et très souvent en rapport avec l’ancien métier de la personne. Le patient est conscient de l’absence de finalité des actes, mais recommence tous les jours de la même manière.
Ce comportement est à différencier des troubles obsessionnels compulsifs (l’activité s’effectuant sans idée obsédante) et des états hypomaniaques (l’activité s’effectuant sans enthousiasme ni état d’excitation caractéristiques).

## Dépendance au médicament
Le patient ressent un besoin du médicament afin de retrouver cet état pseudo-maniaque (au sens médical du terme, non au sens commun) lié au sentiment de bien-être qui lui est associé.